# Romantic Revolution/POWER-PASSION
『Romantic Revolution/POWER-PASSION』（ロマンティック レボリューション/パワーパッション）は、日本のロックバンド、PERSONZがインディーズ時代にリリースした『Romantic Revolution』と『POWER-PASSION』の2枚のミニアルバムと『POWER-PASSION』に付属していたソノシートをCD化したアルバムである。
大ヒットしたシングル『DEAR FRIENDS』のオリジナル版も収録されている。
2021年には、一発録りで再レコーディングし、その模様を収録したDVDをセットしたRELOAD版がリリースされた。

## 収録曲
| 全作詞: JILL、全作曲・編曲: PERSONZ。 |                          |       |            |      |
| #                                     | タイトル                 | 作詞  | 作曲・編曲 | 時間 |
| 1.                                    | 「Modern Boogie」        | JILL  | PERSONZ    | 1:37 |
| 2.                                    | 「Mystery Hearts」       | JILL  | PERSONZ    | 5:30 |
| 3.                                    | 「PARADE」               | JILL  | PERSONZ    | 4:30 |
| 4.                                    | 「Dear Friends」         | JILL  | PERSONZ    | 5:13 |
| 5.                                    | 「POWER-PASSION」        | JILL  | PERSONZ    | 4:39 |
| 6.                                    | 「Hollywood Movie Star」 | JILL  | PERSONZ    | 4:55 |
| 7.                                    | 「Hold Me Tight」        | JILL  | PERSONZ    | 4:48 |
| 8.                                    | 「C'mon Tonight」        | JILL  | PERSONZ    | 5:40 |
| 9.                                    | 「TV-age」               | JILL  | PERSONZ    | 3:36 |
| 合計時間:                             | 合計時間:                | 40:28 |            |      |

## 品番
CD: TECN-25207

CD: TECN-20356 (1996.7.21)※LOW PRICE盤

CD: TECI-1202 (2008.7.23)※紙ジャケット仕様／限定盤

CD: MSCL-60266 (2013.8.28)※MEG-CD盤

CD: TEI45 (2014.3.26)※Loppi･HMV限定盤